# Grabica (Piotrków)
Pour les articles homonymes, voir Grabica.
Grabica (prononciation [ɡraˈbit͡sa]) est un village de la gmina de Grabica, du powiat de Piotrków, dans la voïvodie de Łódź, situé dans le centre de la Pologne.
Le village est le siège administratif (chef-lieu) de la gmina appelée gmina de Grabica.
Il se situe à environ 15 kilomètres au nord-ouest de Piotrków Trybunalski (siège du powiat) et 33 kilomètres au sud de Łódź (capitale de la voïvodie).
Sa population s'élevait approximativement à 390 habitants.

## Administration
De 1975 à 1998, le village était attaché administrativement à l'ancienne voïvodie de Piotrków.

Depuis 1999, il fait partie de la nouvelle voïvodie de Łódź.